# Miss Mondo 1958
Miss Mondo 1958, l'ottava edizione di Miss Mondo, si è tenuta il 13 ottobre 1958, presso il Lyceum Theatre di Londra. Il concorso è stato presentato da Bob Hope. Penelope Anne Coelen, rappresentante del Sudafrica è stata incoronata Miss Mondo 1958.

## Risultati
| Risultato finale | Concorrente                                                                         |
| ---------------- | ----------------------------------------------------------------------------------- |
| Miss Mondo 1958  | - Sudafrica - Penelope Anne Coelen                                                  |
| 2ª classificata  | - Francia - Claudine Oger                                                           |
| 3ª classificata  | - Danimarca - Vinnie Ingemann                                                       |
| 4ª classificata  | - Svezia - Harriet Margareta Wågström                                               |
| 5ª classificata  | - Paesi Bassi - Lucienne Struve                                                     |
| 6ª classificata  | - Regno Unito - Eileen Sheridan                                                     |
| 7ª classificata  | - Brasile - Sônia Maria Campos                                                      |
| Semifinaliste    | - Germania - Dagmar Herner - Italia - Elisabetta Velinsky - Norvegia - Åse Qjeldvik |

## Concorrenti
- Belgio - Michele Gouthals
- Brasile - Sônia Maria Campos
- Canada - Marilyn Anne Keddie
- Danimarca -  Vinnie Ingemann
- Francia - Claudine Oger
- Germania - Dagmar Herner
- Giappone - Hisako Okuse
- Grecia - Mary Panoutospoulou
- Irlanda - Susan Riddell
- Islanda - Hjördís Sigurvinsdóttir
- Israele - Rachel Shafrir
- Italia - Elisabetta Velinsky
- Marocco - Jocelyne Lambin
- Norvegia - Åse Qjeldvik
- Paesi Bassi - Lucienne Struve
- Regno Unito - Eileen Elizabeth Sheridan
- Stati Uniti -  Nancy Ann Corcoran
- Sudafrica - Penelope Anne Coelen
- Svezia - Harriet Margareta Wågström
- Tunisia - Denise Orlando
- Turchia - Sunay Uslu
- Venezuela -  Ida Margarita Pieri